# Großsteingrab Nedlitz
Das Großsteingrab Nedlitz war eine megalithische jungsteinzeitliche Grabanlage bei Nedlitz, einem Ortsteil von Gommern im Landkreis Jerichower Land, Sachsen-Anhalt. Das Grab wurde im 18. oder 19. Jahrhundert zerstört.

## Lage
Das Grab befand sich bei Nedlitz auf einer Anhöhe zwischen Büden und Königsborn.

## Forschungsgeschichte
Erstmals dokumentiert wurde die Anlage von Joachim Gottwalt Abel, der zwischen 1755 und 1806 Pastor in Möckern war. Dieser hinterließ hierüber nur handschriftliche Aufzeichnungen, die 1928 durch Ernst Herms publiziert wurden. Das Grab selbst war bei Herms’ Untersuchungen aber bereits vollständig abgetragen.

## Beschreibung
Abel stellte bei seiner Untersuchung ein bereits stark zerstörtes Grab fest, das noch aus acht Steinen bestand. Es besaß noch vier Wand- oder Umfassungssteine an der südlichen Langseite, einen weiteren an der östlichen Schmalseite, einen möglichen Wächterstein an der südlichen Langseite und einen weiteren Wand- oder Umfassungsstein an der West- oder Nordseite. Hinzu kam ein herabgestürzter Deckstein an der östlichen Schmalseite. Abel gibt weiterhin an, dass bei dem Grab einige Keramikgefäße („Urnen“) gefunden wurden.